# ديفيد كروز
ديفيد كروز (بالإنجليزية: David Crews)‏ هو عالم نفس أمريكي، ولد في 18 أبريل 1947 في جاكسونفيل في الولايات المتحدة.